# Grolla

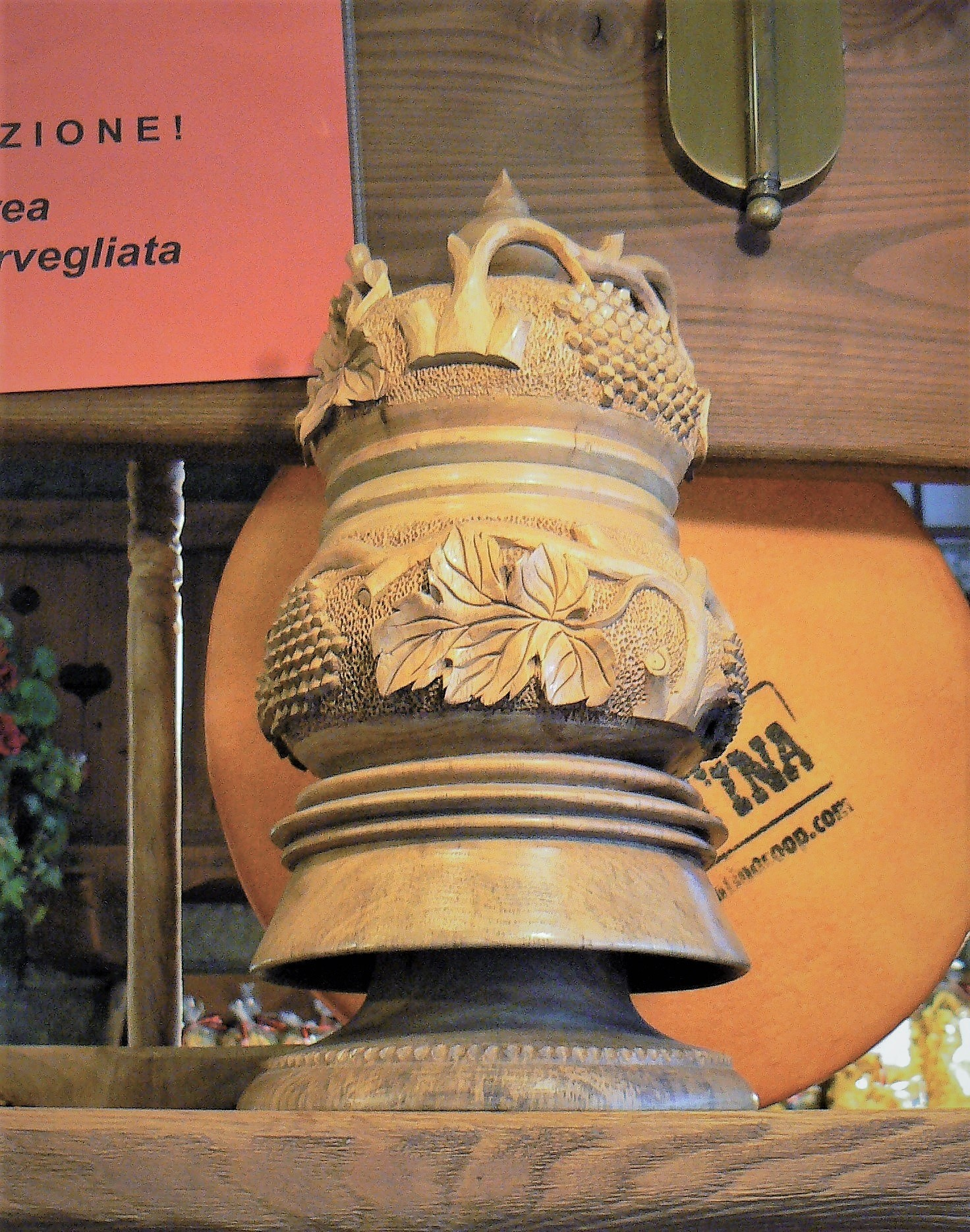
Una grolla decorata

La grolla (in francese, grolle - AFI: [ɡʁɔl]; in patois valdostano, grolla - AFI: [ɡʁɔla]) è una particolare coppa (o calice) in legno, con gambo corto e chiusa da coperchio, tradizionale delle Alpi Occidentali, in particolare della Savoia e della Valle d'Aosta.
Anticamente utilizzata solo per bere in compagnia a turno (in francese, à la ronde), essa è oggi prevalentemente prodotta come souvenir, come trofeo e come oggetto da collezionismo. Il nome e la forma ne hanno fatto accostare le origini al graal.
Non va confusa con la coppa dell'amicizia.

## Fabbricazione
Solitamente la grolla è realizzata al tornio e rifinita con intagli a mano. Il legno più utilizzato è quello di noce seguito da quello di acero, varietà che conferiscono un sapore particolare al contenuto senza il rischio che la coppa si spacchi per il calore.

## Etimologia
Il termine francese grolle è attualmente usato in Savoia per indicare l'oggetto che in Valle d'Aosta è definito in francese valdostano come coupe de l'amitié, in italiano "coppa dell'amicizia". Questa inesattezza è presente, anche se in minor misura, in Valle d'Aosta.
La diffusione del vocabolo nelle regioni situate intorno ai valichi alpini del Piccolo e del Gran San Bernardo ha fatto ipotizzare che questo particolare calice e l'abitudine di bere à la ronde (a turno) siano stati importanti dalla Borgogna, per cui "grolla" costituirebbe un prestito linguistico. Il termine, tuttavia, è propriamente una variante di un sostantivo latino, «gradalis» (vassoio per vivande) o «cratalis» (calice), da cui, secondo alcuni, deriverebbe anche la parola - tipica della lingua d'oïl - «grauus», che si declina in «graal».

## Storia

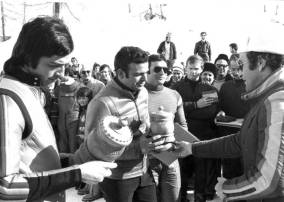
Un equipaggio di bob premiato con le grolle sulla pista di bob del Lago Blu a Cervinia (1974)

L'usanza di bere in compagnia da un unico calice è diffusa presso gli antichi greci dell'età omerica, presso i romani e, presso gli ebrei, è stata santificata durante l'ultima Cena, diventando un rito. In passato anche la grolla rivestiva carattere simbolico se, durante la bevuta, mentre si passavano la coppa i convitati usavano scambiarsi frasi augurali e propiziatorie, invocando la benevolenza e la protezione divina. Tale carattere è rimasto nella tradizione: tra le famiglie valdostane la grolla veniva infatti usata solo nelle grandi occasioni, accuratamente conservata tanto da assumere le vesti di preziosa reliquia da tramandare di padre in figlio.
La grolla si è poi andata progressivamente configurando come simbolo di amicizia, poiché l'atto di bere a turno tramite essa rinsalderebbe, secondo le consuetudini valdostane, i legami tra le persone. Non a caso ha trovato spazio anche nel settore ludico. In Valle d'Aosta esiste, infatti, una variante del gioco dell'oca, che prende il nome di «gioco della grolla»: la coppa sostituisce l'oca, nella funzione di pedina, e la trama è tutta incentrata sulla conoscenza della regione, delle sue caratteristiche e delle sue tradizioni, offrendo al gioco stesso, adatto a tutte le età, anche una valenza pedagogica.
Dal 1953 le è derivato maggior prestigio, nell'ambito della lingua italiana contemporanea, grazie alle grolle d'oro, i celebri riconoscimenti del cinema italiano consegnati annualmente a Saint-Vincent.

## Caratteristiche

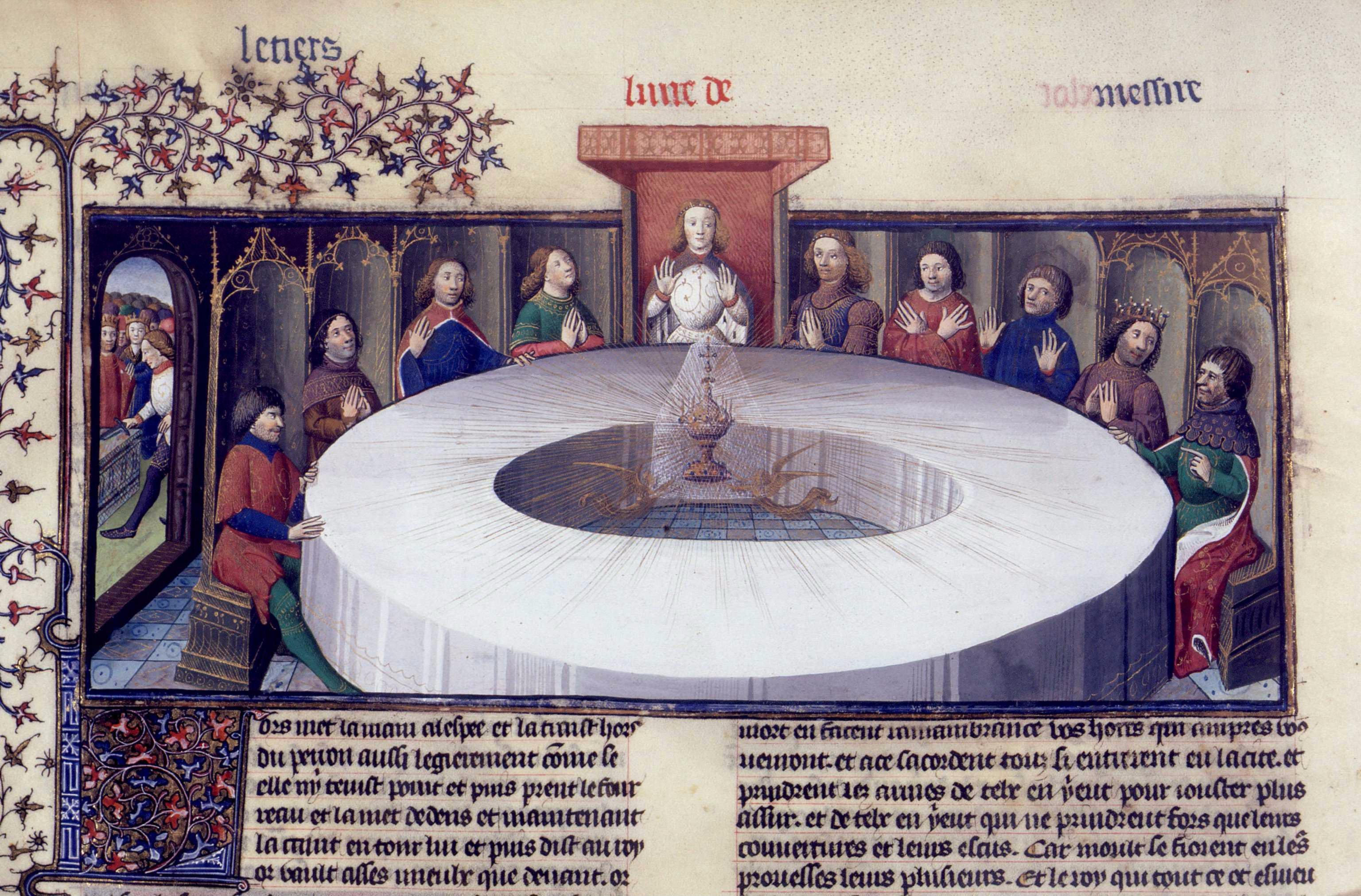
Apparizione del Sacro Graal in un manoscritto del XV secolo

Esternamente si presenta in una varietà di modelli, dagli esemplari semplicemente torniti di linea pura ed elegante, agli esemplari estremamente elaborati e decorati. I legni più usati sono l'acero e il noce, ma soprattutto in passato erano più diffusi gli esemplari in melo e in pero. Le dimensioni della grolla variano in rapporto alla capacità di contenimento, che può arrivare fino a due litri.
Al pari del suo nome, anche la forma a graal ricorda il calice dell'Ultima Cena, che veniva ricercato invano in Europa e Terra santa dai crociati e dai cavalieri della Tavola Rotonda e veniva immortalato nei versi dei trovatori del ciclo bretone.
Dal medioevo, quando la grolla si presentava come un prezioso calice d'argento lavorato a sbalzo e cesellato, peculiare delle ricche tavole dei signori, è passata gradualmente, perdendo i manici e fabbricata in legno, materiale più povero e quindi alla portata di tutti, ad un uso generalizzato in Valle d'Aosta, dove è diventata un oggetto tanto radicato da essere parte integrante del patrimonio artistico, folkloristico e culturale della regione.
La grolla era tanto più sfarzosa e decorata quanto maggiori erano le possibilità del proprietario. Di tutti gli esemplari giunti sino a noi, quelli più elaborati e decorati sono risalenti all'epoca rinascimentale.
La grolla rimane oggi fra i soggetti più trattati dagli artigiani valdostani che, ispirandosi ai modelli antichi, la elaborano secondo il proprio gusto e sensibilità.

### Generale
- Carlo Tullio-Altan, La sagra degli ossessi. Il patrimonio delle tradizioni popolari italiane nella società settentrionale, Firenze, Sansoni, 1972.
- Vittorio Fagone, Guida all'Italia dell'artigianato, Milano, Touring Club Italiano, 1987.
- Dizionario Enciclopedico Italiano, vol. V, Roma, Istituto dell'Enciclopedia Italiana, 1970.

### Particolare
- Jules Brocherel, La Grolla. Coppa da vino valdostana, in Dedalo, XII, fasc. 12, Milano, Treves, 1932,  pp. 961-972.
- Paolo Toschi, La «grolla», coppa da bere valdostana per le riunioni conviviali, in Invito al folklore italiano. Le regioni e le feste, Roma, Edizioni Studium, 1963,  pp. 197-198.